# くすくす
くすくす（8月1日生）は日本のゲームの原画家。男性。血液型O型。
2007年現在はアダルトゲームブランド・ぱれっと所属。
アダルトゲーム雑誌『パソコンパラダイス』の2002年5月号から2003年4月号まで表紙イラストを担当していた（ただし、現在の画風の形になったのは『Dear My Friend』以降となる）。

## 人物
元アニメーターである。絵を描く際には、大ラフやアイディアスケッチを描かず、頭の中でまとめあげ、その場で描き上げる。「Sultan 〜The Lovesong is Forever〜」のビジュアルファンブックでのコメントではSultanが無事完成できて良かったとNYAONと共にコメントしていた。当時、他のラインタイトルと制作が重なってかなり厳しく、制作中の期間はかなりあったが土台が固まるのに時間がかかってしまったという。そのため発売時期までにクオリティーを維持できないからやめようかとも考えていたが、それまでに仕上がった物を無駄にするのは嫌だというのがあり、無事完成してよかったと語った。

## 作品

### ゲーム
- Rateblack
  - Choir 〜クァイア〜
- light
  - Sultan 〜The Lovesong is Forever〜
  - Dear My Friend
- イエティ
  - Dear My Friend 〜Love like powderly snow〜（PS2版）（製品紹介）
2006年現在で唯一の一般向け作品（CEROレーティング対象年齢15歳以上）。
- ぱれっと
  - もしも明日が晴れならば
  - さくらシュトラッセ
  - さくらんぼシュトラッセ
  - 晴れときどきお天気雨

### ゲストイラスト
- あると（Purple software）の初回版の付録「設定資料集」の中に橘沙織と加賀美翔子のゲストイラストが収録されている。
- プリミティブリンク（Purple software）オリジナルサウンドトラック&壁紙集にゲストイラストを収録。
- オーガストファンBOX（オーガスト）のPrincess PONdayに仁科恭子のゲストイラストとコメントが収録されている。

### その他
- ソフマップの秋葉原14号店が秋葉原4号店に統合された際に、「萌まん」という引越し饅頭がリニューアルオープンセールのプレゼント品になった。その包装紙にイラストが起用されている[1]。また、「萌札」というアダルトゲームの予約にもらえるクーポン券や、秋葉原のお土産品にも同じイラストが使用された。
- 君と一緒に　(キャラクターデザイン)　芽衣
- コンプティーク2009年2月号〜7月号において、コラム「くすくすの画用紙の裏側」を掲載。内容は6人のヒロイン紹介＋裏話
  - 第1回：さくらシュトラッセ【さくらんぼシュトラッセ】 ルゥリィ編
  - 第2回：Dear My Friend 北沢 都香編
  - 第3回：もしも明日が晴れならば 野乃崎 つばさ編
  - 第4回：Dear My Friend 久城 麻衣編
  - 第5回：さくらシュトラッセ【さくらんぼシュトラッセ】 マリー・ルーデル編
  - 第6回：もしも明日が晴れならば 野乃崎 明穂編